# Понтеведра
Понтеведра (шп. Pontevedra) је главни град покрајине Понтеведре у шпанској аутономној заједници Галисија на северозападу Шпаније. Понтеведра је туристички и индустријски град. Према процени из 2008. у граду је живело 80.749 становника.

## Географија
Понтеведра се налази на 77 m надморске висине, и лежи на ушћу реке Лерез, која прави естуаре у Атлантски океан.

## Становништво
Према процени, у граду је 2008. живело 80.749 становника.
| 1981.  | 1991.  | 2001.  |
| ------ | ------ | ------ |
| 65.137 | 71.491 | 74.942 |

## Партнерски градови
- Барселос